# درون‌یابی خطی

با داشتن دو نقطه قرمز، خط آبی درون یابی خطی بین این دو نقطه می‌باشد و هر داده مفروض x و y بر روی آن را می‌توان توسط درون یابی خطی بدست آورد.

درون یابی خطی (به انگلیسی: Linear interpolation) در ریاضیات، روشی برای برازش منحنی با استفاده از چندجمله ای‌های خطی، برای ساخت نقاط داده جدید در محدوده داده‌های موجود گسسته می‌باشد.

## تاریخچه
از دوران باستان، از روش درون یابی خطی برای پر کردن داده‌های خالی جداول استفاده می‌شده‌است. فرض کنید شخصی داده‌های مربوط به جمعیت ناحیه ای را در سال‌های ۱۹۷۰، ۱۹۸۰، ۱۹۹۰ و ۲۰۰۰ را دارد و فرض کنید او قصد دارد جمعیت را در سال ۱۹۹۴ تخمین بزند. استفاده از درون یابی خطی روشی ساده برای اینکار است. تصور می‌شود که ستاره شناسان بابلی و ریاضی دانان امپراتوری سلوکی در بین‌النهرین (۳۰۰ سال قبل از میلاد شادی) و ستاره‌شناس و ریاضی‌دان یونانی ابرخس (۲۰۰ سال قبل از میلاد مسیح) از این روش استفاده می‌کرده‌اند.
در گرافیک رایانه ای برای بدست آوردن داده‌های بین دو نقطه معین به صورت گسترده‌ای از درون یابی خطی استفاده می‌شود. در ادبیات مربوط به گرافیک رایانه ای معمولاً به این عمل lerp گفته می‌شود.
امروزه در تمام پردازنده‌های گرافیک رایانه ای مدرن عملگرهای lerp وجود دارند. این عملگرها زیرساخت‌های انجام عملیات‌های پیچیده‌تر می‌باشند: برای مثال درونیابی دوخطی را می‌توان از طریق سه lerp انجام داد.

## درون یابی خطی بین دو نقطه معین
اگر مختصات دو نقطه را با {\displaystyle (x_{0},y_{0})} و {\displaystyle (x_{1},y_{1})} مشخص کنیم، درون یابی خطی آن یک خط راست بین آن دو نقطه خواهد بود. برای مقدار x در بازه {\displaystyle (x_{0},x_{1})} مقدار y بر روی این خط راست از روابط زیر بدست می‌آید:
{\displaystyle {\frac {y-y_{0}}{x-x_{0}}}={\frac {y_{1}-y_{0}}{x_{1}-x_{0}}},}
با حل این معادله بر حسب y که مقدار متناظر با مقدار x می‌باشد خواهیم داشت:
{\displaystyle y=y_{0}+(x-x_{0}){\frac {y_{1}-y_{0}}{x_{1}-x_{0}}}={\frac {y_{0}(x_{1}-x)+y_{1}(x-x_{0})}{x_{1}-x_{0}}},}
که فرمول درون یابی خطی در بازه {\displaystyle (x_{0},x_{1})} می‌باشد. برای خارج از این محدوده این رابطه برابر با برون یابی خطی است.